# Doumba
Doumba è un comune rurale del Mali facente parte del circondario di Koulikoro, nella regione omonima.
Il comune è composto da 7 nuclei abitati:
- Babougou
- Dibaro
- Dombana
- Doumba
- Fani
- Kossaba
- Sinzani